# Ureshino
Ureshino (嬉野市, Ureshino-shi) est une ville située dans la préfecture de Saga, sur l'île de Kyūshū, au Japon.

## Géographie

### Situation
Ureshino est située dans le sud-ouest de la préfecture de Saga.

### Démographie
En juin 2023, la population de la ville était de 24 853 habitants pour une superficie de 126,41 km2.

## Histoire
Le village moderne de Nishiureshino a été créé le 1er avril 1889. Il obtient le statut de bourg en 1929 et renommé Ureshino. Le 1er janvier 2006 il fusionne avec le bourg de Shiota pour former l'actuelle ville d'Ureshino.

## Transports
La ville est desservie par la ligne Shinkansen Nishi Kyūshū à la gare d'Ureshino-Onsen.